# 奧科博吉 (愛荷華州)
奧科博吉（英語：Okoboji）是一個位於美國愛荷華州迪金森縣的城市。

## 地理
奧科博吉的座標為43°23′15″N 93°08′17″W / 43.38750°N 93.13806°W，而該地的平均海拔高度為433米（即1421英尺）。

## 人口
根據2010年美國人口普查的數據，奧科博吉的面積為4.82平方千米，當中陸地面積為4.79平方千米，而水域面積為0.03平方千米。當地共有人口807人，而人口密度為每平方千米167人。